# ひかくてきファンです!
『ひかくてきファンです!』は、2019年4月2日（1日深夜）から2020年9月24日までテレビ朝日で放送されていた「〜ファンです!」シリーズのバラエティー番組。
以前放送された『いまだにファンです!』『すじがねファンです!』についても記述する。

## 概要
2019年4月に始まった『いまだにファンです!』は、芸能人と、その芸能人を長年ひたむきに応援し続けるファンを招きトークを行う。芸能人が人気絶頂の時はもちろん、「卒業」「引退」「結婚」そして「人気の低迷」などを経てもなぜ「いまだにファン」でいるのか?と、その訳を深掘りする。
ファンしか知らない芸能人の素顔や芸能人にしか救うことができなかったファンの人生など、毎回涙を誘う感動エピソードが繰り広げられている。
2019年10月改編で放送時間を木曜日 0:15 - 0:45（水曜深夜）に移動し、タイトルも『すじがねファンです!』に変更される。
2020年4月からタイトルを『ひかくてきファンです!』としてリニューアル。
2020年9月24日をもって番組終了。これにより、2017年4月に開始した『土曜♥あるある晩餐会』から3年半続いた今田と指原が司会を務める一連のバラエティ番組シリーズも幕を閉じた。
その後、約2年間の沈黙を経て、2022年12月4日（日曜）16:30 - 17:25の「スペシャルサンデー第2部」枠で、『いまだにファンです!80年代最強!チェッカーズVSシブがき隊SP』として復活。レギュラー時代の出演者からは、MCの今田耕司と指原莉乃が出演した。

## 出演者
- 今田耕司
- 指原莉乃[注 2]
- EXIT（りんたろー。・兼近大樹）
- 並木万里菜（テレビ朝日アナウンサー）

## ゲスト
放送データ参考：

### いまだにファンです!
| 回 | 放送日                                      | ゲスト                                                                                       |
| -- | ------------------------------------------- | -------------------------------------------------------------------------------------------- |
| 1  | 2019年4月7日                                | 細川ふみえ                                                                                   |
| 2  | 2019年4月14日                               | 新田恵利（元・おニャン子クラブ）                                                             |
| 3  | 2019年4月21日                               | 長与千種（元・女子プロレスラー）                                                             |
| 4  | 2019年4月28日                               | 高橋ジョージ（バンド 「THE 虎舞竜」ボーカル）                                                |
| 5  | 2019年5月5日                                | 鶴久政治（元・チェッカーズ）                                                                 |
| 6  | 2019年5月12日                               | 保田圭（元・モーニング娘。）                                                                 |
| 7  | 2019年5月19日                               | 風見しんご                                                                                   |
| 8  | 2019年6月2日                                | 過去の放送の紹介 （鶴久政治、風見しんご、高橋ジョージ） 及び6月8日放送のスペシャルの内容一部 |
| 9  | 2019年6月8日 （15時20分 - ） 《スペシャル》 | 西郷輝彦、笠浩二（元・C-C-Bドラマー）                                                        |
| 10 | 2019年6月9日                                | 山田邦子                                                                                     |
| 11 | 2019年6月16日                               | スザンヌ                                                                                     |
| 12 | 2019年6月23日                               | 桑野信義（ラッツ&スター）                                                                    |
| 13 | 2019年6月30日                               | 早見優                                                                                       |
| 14 | 2019年7月7日                                | ブル中野（元・女子プロレスラー）                                                             |
| 15 | 2019年7月28日                               | 水木一郎（アニメソング歌手）                                                                 |
| 16 | 2019年8月11日                               | ジェームス小野田（米米CLUB）                                                                 |
| 17 | 2019年8月18日                               | ダイアモンド☆ユカイ（ロックシンガー、俳優）                                                  |
| 18 | 2019年9月8日                                | LISA（m-flo）                                                                                |
| 19 | 2019年9月15日                               | マーク・パンサー（globe）                                                                    |
| 20 | 2019年9月22日 特別編SP                      | ゲストなし （「ドラクエが好きすぎてグッズ集めが止まらないファン」）                          |
| 21 | 2019年9月29日 特別編SP                      | ゲストなし （芹那（元・SDN48）、プリキュア）                                                 |

### すじがねファンです!
| 回 | 放送日                | ゲスト                                                                  | サブMC                       |
| -- | --------------------- | ----------------------------------------------------------------------- | ---------------------------- |
| 1  | 2019年10月3日         | EXIT（お笑いコンビ）                                                    | 山崎弘也（アンタッチャブル） |
| 2  | 2019年10月17日        | 早見あかり（元：ももいろクローバー）                                    | 山崎弘也（アンタッチャブル） |
| 3  | 2019年10月24日        | 横浜銀蝿（ロックバンド）                                                | 山崎弘也（アンタッチャブル） |
| 4  | 2019年11月7日         | ダンプ松本、長与千種（元・女子プロレスラー）                            | 澤部佑（ハライチ）           |
| 5  | 2019年11月14日        | ダンプ松本、長与千種（元・女子プロレスラー）                            | 澤部佑（ハライチ）           |
| 6  | 2019年11月21日        | 岡崎体育（シンガーソングライター）                                      | トシ（タカアンドトシ）       |
| 7  | 2019年12月5日         | MAX（女性音楽グループ）                                                 | 山崎弘也（アンタッチャブル） |
| 8  | 2019年12月7日         | 特別編 （ダンプ松本、長与千種（元・女子プロレスラー）完全版）           | -                            |
| 9  | 2019年12月12日        | IKKO                                                                    | トシ（タカアンドトシ）       |
| 10 | 2019年12月19日        | 私立恵比寿中学（アイドルグループ）                                      | 山崎弘也（アンタッチャブル） |
| 11 | 2020年1月9日          | 福本伸行（漫画家、「カイジ」「アカギ」の作者）                          | 山崎弘也（アンタッチャブル） |
| 12 | 2020年1月14日 2時間SP | 山田洋次、倍賞千恵子、前田吟（映画「男はつらいよ」）、ふなっしー        | 劇団ひとり                   |
| 13 | 2020年1月23日         | ナイツ (お笑いコンビ)                                                   | 山崎弘也（アンタッチャブル） |
| 14 | 2020年2月6日          | いとうあさこ（お笑いタレント）、ガンバレルーヤ (お笑いコンビ)           | 劇団ひとり                   |
| 15 | 2020年2月13日         | ミルクボーイ (お笑いコンビ)                                             | ナイツ                       |
| 16 | 2020年2月20日         | 獣神サンダー・ライガー（元・覆面レスラー）                              | ナイツ                       |
| 17 | 2020年3月5日          | 山田うどん（その１）、アニメ愛（ゲスト：Snow Man 佐久間大介の休日密着） | 山崎弘也（アンタッチャブル） |
| 18 | 2020年3月12日         | 山田うどん（その2）                                                     | 山崎弘也（アンタッチャブル） |
| 19 | 2020年3月19日         | 未発表                                                                  | -                            |

### ひかくてきファンです!
| 回 | 放送日                                      | テーマ | ゲスト                                                       |
| -- | ------------------------------------------- | --- | ------------------------------------------------------------ |
| 1  | 2020年4月2日                                | 注目のイケメン美声歌手＆進化系アイドルファンを比較                                                               | Rio（両声類歌手）、えのぐ（VRアイドル）                      |
| 2  | 2020年4月9日                                | ご当地アイドルのファン比較!! 名古屋「BOYS AND MEN」 vs 愛媛「唯我独尊」                                          | オカリナ（おかずクラブ）                                     |
| 3  | 2020年4月16日                               | お笑い第7世代のファンを比較!! EXIT vs 四千頭身                                                                   | バッドナイス常田（VTR出演）                                  |
| 4  | 2020年4月23日                               | 「ドムドムハンバーガー」のファン                                                                                 | -                                                            |
| 5  | 2020年5月7日                                | 「ドムドムハンバーガー」のファン・山田うどんのファン                                                             | 山崎弘也（アンタッチャブル）                                 |
| 6  | 2020年5月14日                               | ピアニスト 清塚信也がゲーム実況愛を熱弁!! 前編                                                                   | 清塚信也                                                     |
| 7  | 2020年5月21日                               | ピアニスト 清塚信也がゲーム実況愛を熱弁!! 後編                                                                   | 清塚信也                                                     |
| 8  | 2020年6月4日                                | 中華チェーン「福しん」のファン                                                                                   | やついいちろう（エレキコミック）、菊地秀規（いつもここから） |
| 9  | 2020年6月11日                               | ラッパーKREVA vs 三戸なつめ 文具愛プレゼン対決!!                                                                 | KREVA、三戸なつめ                                            |
| 10 | 2020年6月18日                               | 原田龍二＆漫画家・石原まこちんがオカルト情報誌「月刊ムー」愛を熱弁！                                             | 原田龍二、石原まこちん                                       |
| 11 | 2020年7月2日                                | 花火大会の熱烈ファンを比較!!                                                                                     | -                                                            |
| 12 | 2020年7月4日 （14時30分 - ） 《スペシャル》 | 激辛ラーメン店「蒙古タンメン中本」 vs 立ち食いそばチェーン「名代富士そば」 のファンがプレゼン対決！              | 檀れい、藤田ニコル                                           |
| 13 | 2020年7月9日                                | 激辛ラーメン店「蒙古タンメン中本」 vs 立ち食いそばチェーン「名代富士そば」 のファンがプレゼン対決！（深夜）      | 檀れい、藤田ニコル                                           |
| 14 | 2020年7月16日                               | レトロゲームのファンを比較!!                                                                                     | フジタ                                                       |
| 15 | 2020年7月23日                               | 松丸亮吾のファンを比較！ スタジオで謎解き                                                                        | 松丸亮吾                                                     |
| 16 | 2020年8月13日                               | コンビニアイスファンを比較!!                                                                                     | -                                                            |
| 17 | 2020年8月20日                               | 「3時のヒロイン」ファン                                                                                          | 3時のヒロイン                                                |
| 18 | 2020年8月27日                               | 「フワちゃん」ファン                                                                                             | フワちゃん                                                   |
| 19 | 2020年9月3日                                | 「アインシュタイン」ファン                                                                                       | アインシュタイン                                             |
| 20 | 2020年9月10日                               | 筋肉に虜のファンを比較！                                                                                         | なかやまきんに君                                             |
| 21 | 2020年9月17日                               | 新企画！ ファン部屋と繋がりたい！ ポケモンファン・ロリータファン・ホラーファン・ミリタリーファン・ゲーセンファン | 青木美沙子（ロリータファン）                                 |
| 22 | 2020年9月24日                               | 「かまいたち」ファン                                                                                             | かまいたち                                                   |

### いまだにファンです! SP
| 回 | 放送日                          | テーマ                                | ゲスト                                                                                              |
| -- | ------------------------------- | ------------------------------------- | --------------------------------------------------------------------------------------------------- |
| 1  | 2022年12月4日 日曜16:30 - 17:25 | 80年代最強!チェッカーズVSシブがき隊SP | 鶴久政治 布川敏和 西村知美（チェッカーズファン） 田中律子（シブがき隊ファン） 井桁弘恵（Z世代代表） |

## 受賞歴
- 2019年5月 - 放送批評懇談会が選定する「2019年4月度ギャラクシー賞月間賞」を受賞[2]。

## ネット局
- テレビ朝日（上記参照）
- チューリップテレビ（金曜 10:20 - 10:50、2020年12月4日まで放送[8]）

## スタッフ
- ナレーター：近藤サト
- 構成：鈴木おさむ、樅野太紀、平岡達哉、岡伸晃、山口広太、玉置高幸、安齋友朗
- TD：遠藤径介、渡邊良平
- カメラ：小島隆志、蛯名岳文
- VE：木村雄、田辺帆風
- 音声：伊藤康明、平井保
- 照明：江口義信
- デザイン：飛田幸
- 美術進行：髙木由樹
- 小道具：小柳沙季
- ヘアメイク：川口カツラ店
- 編集：藤河優→森嶋亮（AZABU PLAZA）
- MA：浅井佑人（AZABU PLAZA）
- 音効：上島光央（ラビットムーンオフィス）
- TK：中里優子（M&M）
- 宣伝：尾木実愛（テレビ朝日）
- デスク：北谷みづき
- 編成：沼田真明、佐野圭紘（共にテレビ朝日）
- 制作協力：テレビ朝日映像、吉本興業
- 制作スタッフ：伊勢央、阿部僚介、西巻史奈、玉田来河
- アシスタントプロデューサー：山本文隆、笠井七海
- ディレクター：秋山真彦、宮澤拓郎、阿部和孝、内山真吾、安井啓太、藤原藍子、宮田綾子
- 演出：嶋中一人
- プロデューサー：村松秀昭、佐々木聡、岩下英雅
- ゼネラルプロデューサー：本部純
- 制作著作：テレビ朝日

### 過去のスタッフ
- 美術進行：寺岡悠介
- 編成：芝高啓介（テレビ朝日）
- 制作スタッフ：菅原月、竹内佑、横山美羽
- ディレクター：反町礎良、由利仁
- プロデューサー：三浦大輔

### インターネット配信
最新回配信はテレビ朝日の放送日基準。
| 配信元               | 更新日時       | 配信期間 | 備考                 |
| -------------------- | -------------- | -------- | -------------------- |
| テレ朝キャッチアップ | 木曜 0:45 更新 | 7日      | 最新回限定で無料配信 |
| TVer                 | 木曜 0:45 更新 | 7日      | 最新回限定で無料配信 |
| GYAO!                | 木曜 0:45 更新 | 7日      | 最新回限定で無料配信 |
| ABEMAビデオ          | 木曜 0:45 更新 | 7日      | 最新回限定で無料配信 |
| TELASA               | 過去分         | 過去分   | 有料配信             |